# Cubix
Cubix (koreanska 큐빅스; titeln 로보짱 큐빅스) är en sydkoreansk animerad TV-serie skapad av Cinepix och producerad av Daewon Media som ursprungligen visades i de koreanska kanalerna SBS och KBS mellan 2001 och 2004. Serien har också sänts i bland annat Cartoon Network.